# Escócia 0–0 Inglaterra (1872)
Escócia 0 x 0 Inglaterra, foi o primeiro jogo entre seleções da história do futebol. O jogo aconteceu no dia 30 de novembro de 1872.

## Ficha Técnica

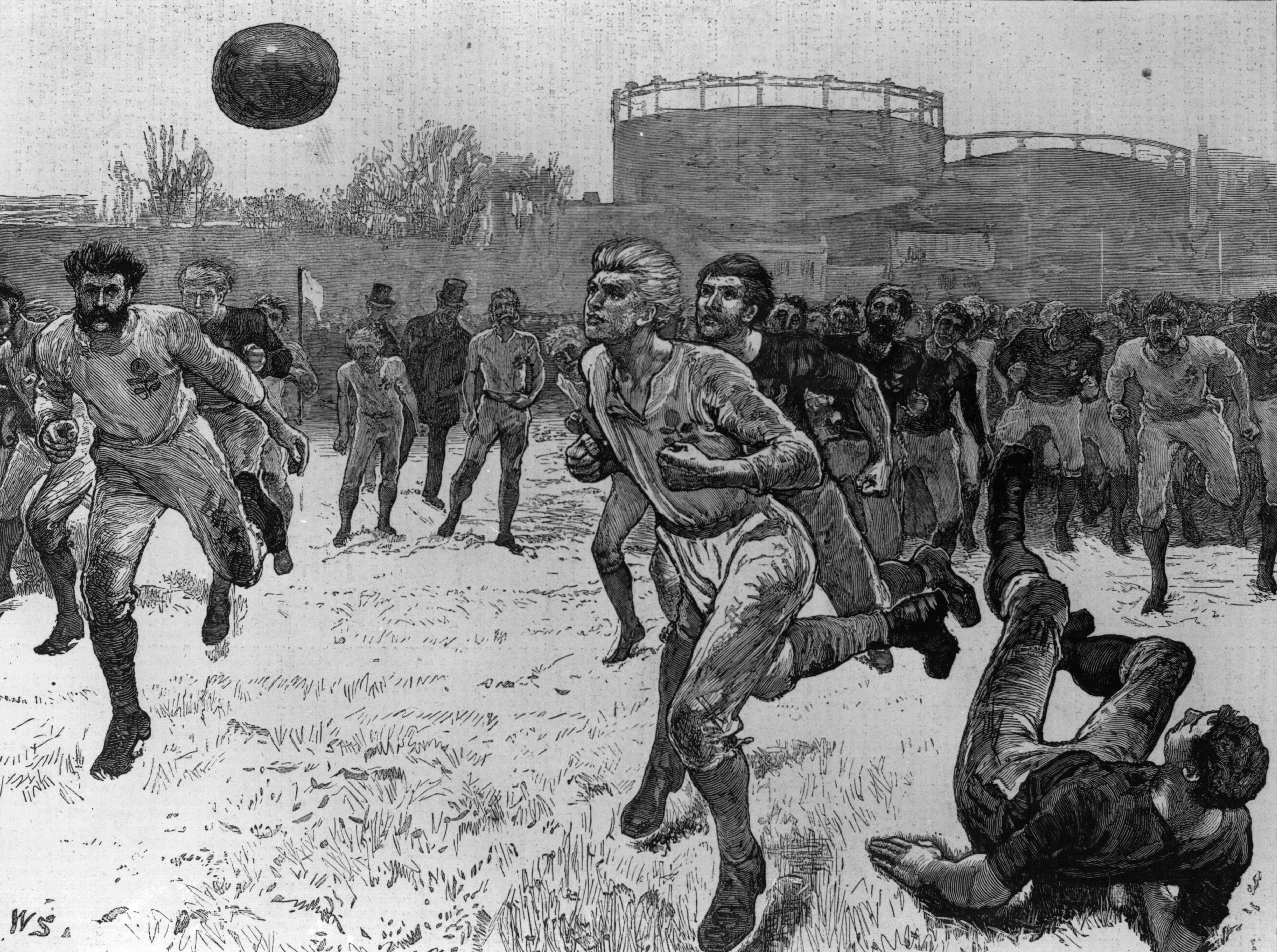
Foto da partida.

| 30 de novembro de 1872 | Escócia | 0 – 0    | Inglaterra | Hamilton Crescent, Partick               |
| 14:00 (UTC+0)          |         | Detalhes |            | Público: 3 500 Árbitro: SCO William Keay |

| SCOTLAND: (All of Queen's Park) |  |                   |
|                                 |  |                   |
| GK                              |  | Robert Gardner    |
| BK                              |  | William Ker       |
| BK                              |  | Joseph Taylor     |
| HB                              |  | James Thomson     |
| HB                              |  | James Smith       |
| FW                              |  | Robert Smith      |
| FW                              |  | Robert Leckie     |
| FW                              |  | Alexander Rhind   |
| FW                              |  | William MacKinnon |
| FW                              |  | James Weir        |
| FW                              |  | David Wotherspoon |

| ENGLAND: |  |                                               |
|          |  |                                               |
| GK       |  | Robert Barker (Hertfordshire Rangers)         |
| BK       |  | Ernest Greenhalgh (Notts County)              |
| HB       |  | Reginald de Courtenay Welch (Harrow Chequers) |
| FW       |  | Frederick Chappell (Oxford University)        |
| FW       |  | William Maynard (1st Surrey Rifles)           |
| FW       |  | John Brockbank (Cambridge University)         |
| FW       |  | Charles Clegg (Sheffield Wednesday)           |
| FW       |  | Arnold Kirke-Smith (Oxford University)        |
| FW       |  | Cuthbert Ottaway (Oxford University)          |
| FW       |  | Charles Chenery (Crystal Palace)              |
| FW       |  | Charles Morice (Barnes)                       |

Legenda das Posições
- GK = Goleiro
- BK = Zagueiro
- HB = Meias
- FW = Atacantes